# Fußball-Asienmeisterschaft der Frauen 1977
Die zweite Fußball-Asienmeisterschaft der Frauen wurde in der Zeit vom 2. August bis 11. August 1977 in Taiwan ausgetragen. Sieger wurde die gastgebende Mannschaft aus Taiwan durch einen 1:0-Finalsieg über Thailand.

## Modus
Es gab keine Qualifikationsspiele, alle sechs gemeldeten Mannschaften nahmen direkt am Turnier teil. Die sechs Mannschaften wurden auf zwei Dreiergruppen aufgeteilt. Innerhalb der Vorrundengruppen spielt jede Mannschaft einmal gegen jede andere. Die Gruppensieger und die Gruppenzweiten erreichen das Halbfinale. Die Halbfinalsieger erreichen das Finale, die Halbfinalverlierer spielen um den dritten Platz.

## Vorrunde

### Gruppe A
| Pl. | Land       | Sp. | S | U | N | Tore    | Diff. | Punkte |
| --- | ---------- | --- | - | - | - | ------- | ----- | ------ |
| 1.  | Taiwan     | 2   | 2 | 0 | 0 | 012:000 | +12   | 04:0   |
| 2.  | Indonesien | 2   | 1 | 0 | 1 | 001:500 | −4    | 02:20  |
| 3.  | Japan      | 2   | 0 | 0 | 2 | 000:800 | −8    | 0:40   |

|            |   |            |     |
| Taiwan     | – | Indonesien | 5:0 |
| Indonesien | – | Japan      | 1:0 |
| Taiwan     | – | Japan      | 7:0 |

### Gruppe B
| Pl. | Land     | Sp. | S | U | N | Tore    | Diff. | Punkte |
| --- | -------- | --- | - | - | - | ------- | ----- | ------ |
| 1.  | Thailand | 2   | 2 | 0 | 0 | 007:000 | +7    | 04:0   |
| 2.  | Singapur | 2   | 1 | 0 | 1 | 001:200 | −1    | 02:20  |
| 3.  | Hongkong | 2   | 0 | 0 | 2 | 000:600 | −6    | 0:40   |

|          |   |          |     |
| Thailand | – | Singapur | 2:0 |
| Thailand | – | Hongkong | 5:0 |
| Singapur | – | Hongkong | 1:0 |

## Finalrunde

### Halbfinale
|          |   |            |                          |
| Taiwan   | – | Singapur   | 3:0                      |
| Thailand | – | Indonesien | Indonesien trat nicht an |

### Spiel um Platz 3
|          |   |            |     |
| Singapur | – | Indonesien | 2:0 |

### Finale
|        |   |          |     |
| Taiwan | – | Thailand | 3:1 |